# Tóth Mihály (labdarúgó, 1926)
Tóth Mihály (Bezdán, 1926. szeptember 24. – Budapest, 1990. március 7.) válogatott labdarúgó, balszélső.

## Pályafutása

### Klubcsapatban
Egész pályafutása alatt az Újpest labdarúgója volt, 1949 és 1963 között. Csapatának neve többször is változott, volt Újpesti TE, Budapesti Dózsa és végül Újpesti Dózsa. Összesen 240 bajnoki mérkőzésen lépett pályára. AZ 1959–60-as idényben bajnokságot nyert csapat tagja volt. 1963 végén fejezte be az aktív labdarúgást.

### A válogatottban
1949 és 1957 között 6 alkalommal szerepelt a magyar válogatottban és 1 gólt szerzett. Tagja volt az 1954-es svájci világbajnokságon részt vevő ezüstérmes csapatnak.

## Sikerei, díjai
- Világbajnokság
  - ezüstérmes: 1954, Svájc
- Magyar bajnokság
  - bajnok: 1959–60
  - 2.: 1960–61, 1961–62
  - 3.: 1950-ősz, , 1951, 1952, 1957-tavasz, 1962–63
- A Magyar Népköztársaság kiváló sportolója (1951)[2]
- A Magyar Népköztársaság Érdemes Sportolója (1954)[3]

## Statisztika

### Mérkőzései a válogatottban

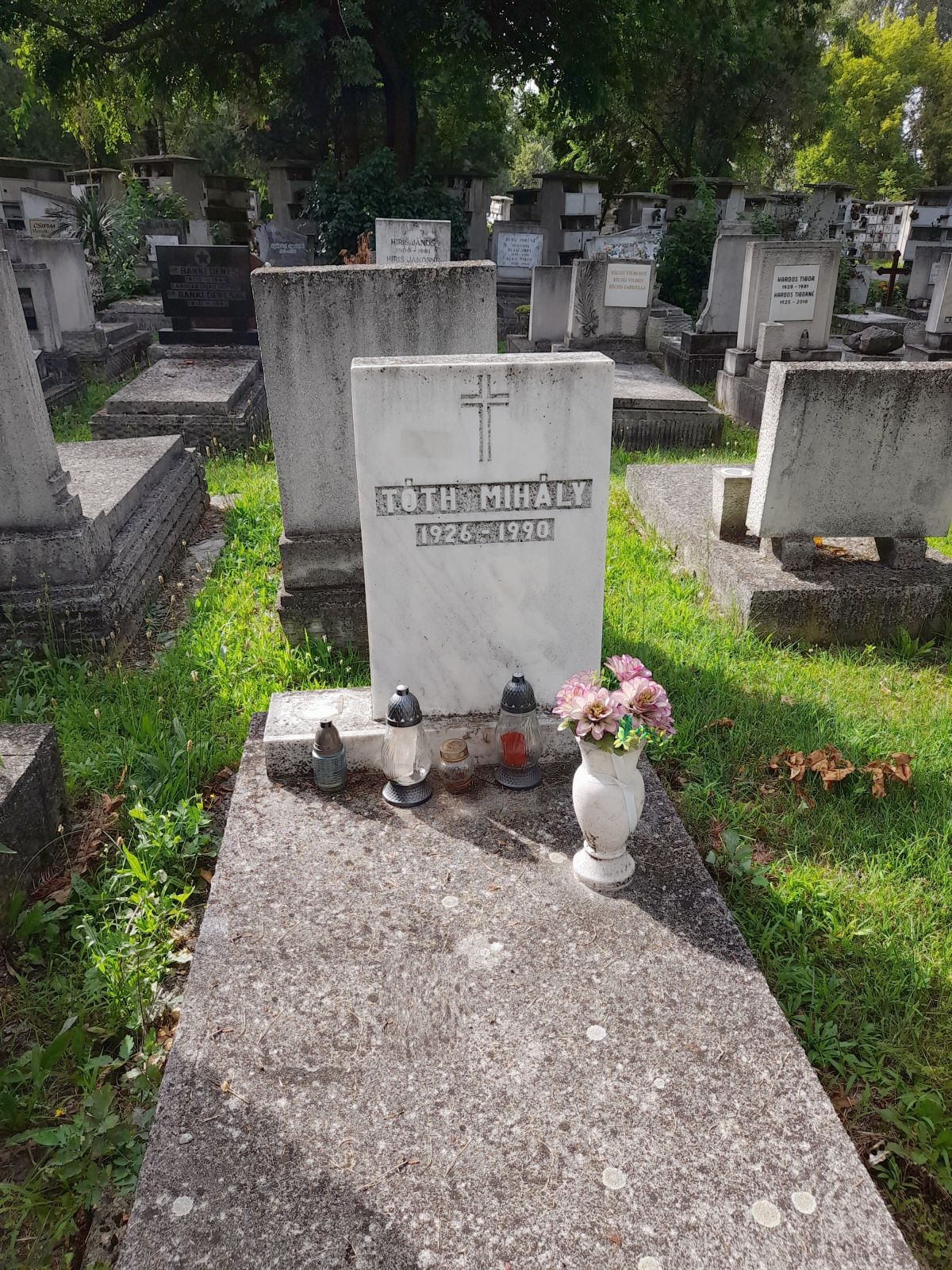
Sírja a Megyeri temetőben (32/0/1/1-V/101)

| Magyarország | Magyarország      | Magyarország                 | Magyarország | Magyarország | Magyarország | Magyarország   | Magyarország | Magyarország |
| #            | Dátum             | Helyszín                     | Hazai        | Eredmény     | Vendég       | Kiírás         | Gólok        | Esemény      |
| ------------ | ----------------- | ---------------------------- | ------------ | ------------ | ------------ | -------------- | ------------ | ------------ |
| 1.           | 1949. október 30. | Újpest, Megyeri úti stadion  | Magyarország | 5 – 0        | Bulgária     | barátságos     | -            |              |
| 2.           | 1953. október 4.  | Szófia, Levszki-stadion      | Bulgária     | 1 – 1        | Magyarország | barátságos     | 1            | 24'          |
| 3.           | 1953. október 11. | Bécs, Práter-stadion         | Ausztria     | 2 – 3        | Magyarország | barátságos     | -            |              |
| 4.           | 1954. június 27.  | Bern, Wankdorfstadion (SUI)  | Magyarország | 4 – 2        | Brazília     | vb-negyeddöntő | -            |              |
| 5.           | 1954. július 4.   | Bern, Wankdorf Stadion (SUI) | NSZK         | 3 – 2        | Magyarország | vb-döntő       | -            |              |
| 6.           | 1957. június 23.  | Budapest, Népstadion         | Magyarország | 4 – 1        | Bulgária     | vb-selejtező   | -            |              |
|              | Összesen          |                              |              | 6            | mérkőzés     |                | 1            | gól          |